# Зелёный базар (Алма-Ата)
Зелёный базар — один из старейших рынков в Алматы. Расположен в центральной части города, в Медеуском районе. Торговые ряды на месте Зелёного базара существуют с 1868 года.

## История
В 1868 году в квадрате улиц Кульджинская (Макатаева), Торговая (Жибек Жолы), Первогильдейская (Зенкова), Бульварная (Пушкина) города Верный была основана торговая площадь, где и расположился в дальнейшем торговый рынок.

### Гостиный двор и его купечества

Перекрёсток улиц Торговой и Фонтанной (Жибек Жолы и Тулебаева)

В 1875 году на территории торговой площади по проекту архитектора Яна Козелл-Поклевского был построен «Гостиный двор», который представлял собой два невысоких павильона, протянувшихся вдоль Торговой улицы. Заказчиком и спонсором строительства выступил семипалатинский купец Садык Рафиков — один из влиятельнейших людей города того времени.
В этот период этот комплекс называли «Гостиный двор и его купечества». Он принимал заезжих гостей, предпринимателей, торговых агентов со всей Средней Азии, сопредельных стран и даже с островной Японии. Рынок оставался памятником не только торгово-промышленного благополучия края, но и архитектурно-градостроительного искусства. Его каменные лавки, зрелищно-увеселительные аттракционы, лабазы, торговые ряды, проточные арыки и фонтаны, возведённые для совершения намаза торговцами-мусульманами. По своим торговым и иным качествам базар не уступал лучшим рынкам Туркестана. Заезжие купцы ставили свои особняки по периметру деловой площади. От Зелёного базара город стал расти на юго-запад.
В 1887 году в Верном случилось крупное землетрясение, в результате которого город был сильно разрушен. От Гостиного двора практически ничего не осталось. После землетрясения Гостиный двор был отстроен заново, но потерял былое значение главного торгового места города, так как городские власти начали организовывать дополнительно новые базары, ориентированные на один вид товара, по всему городу: так появились сенной, овощной, конный и скотный рынки. Но после революции, не лучшие времена настали и для них, ведь частная торговля тогда не поощрялась и всячески пресекалась.

### Центральный колхозный рынок
С появлением колхозов во второй половине 1920-х годов возобновилась масштабная торговля сельскохозяйственной продукцией, овощами, фруктами. В 1927 году «Гостиный двор» перестроен и обрёл новое название «Центральный колхозный рынок». Но в народе больше прижилось название Зелёный базар.
В 1940-х годах базар состоял из длинных прямоугольных рядов под навесами, где располагались деревянные прилавки. На базаре также торговали живым скотом, молочными продуктами, яблоками сорта Алматинский Апорт. Фрукты и овощи привозились с окрестных колхозов: им. Калинина, им. Мичурина, Горный Гигант, Луч Востока и Заря Востока. Во время войны базар был единственным местом, где продолжали продавать товары за деньги, а не выдавать по карточкам. Но цены в связи с войной были очень высоки.

### Современный рынок

Новый торговый павильон Зелёного базара

В 70-е годы деревянный рынок был снесён. На его месте в 1975 году появилось крытое здание в стиле советского конструктивизма. Главным архитектором проекта выступил Марк Павлов. Базар спроектировали как строение из нескольких уровней. Главный павильон был рассчитан на 800 мест, летний рынок — на 200 мест, а стоянка предусматривала место на 400 машин.
В 2017 году на месте контейнерных павильонов и открытых торговых прилавков, где до начала 2000-х годов располагалась открытая автостоянка рынка построен новый торговый павильон. Площадь павильона составляет порядка 20 000 м², половину из которых занимает торговая площадь и 10 000 м². — двухъярусный автопаркинг на 400 мест. Стоимость проекта составила 2,5 млрд тенге, создано более 500 рабочих мест.
С февраля 2021 года открыты «Социальные лавки», для реализации социально значимых продуктов питания по сниженным ценам, таких как картофель, морковь, лук, капуста, сахар, гречневая крупа, масло подсолнечное, рис, рожки, мука.
В сентябре 2021 года организован пресс-тур для 40 блогеров и журналистов из Грузии, Армении, Республики Беларусь, России, Украины, Турции, Кореи, ОАЭ, Гонконга.

## Галерея

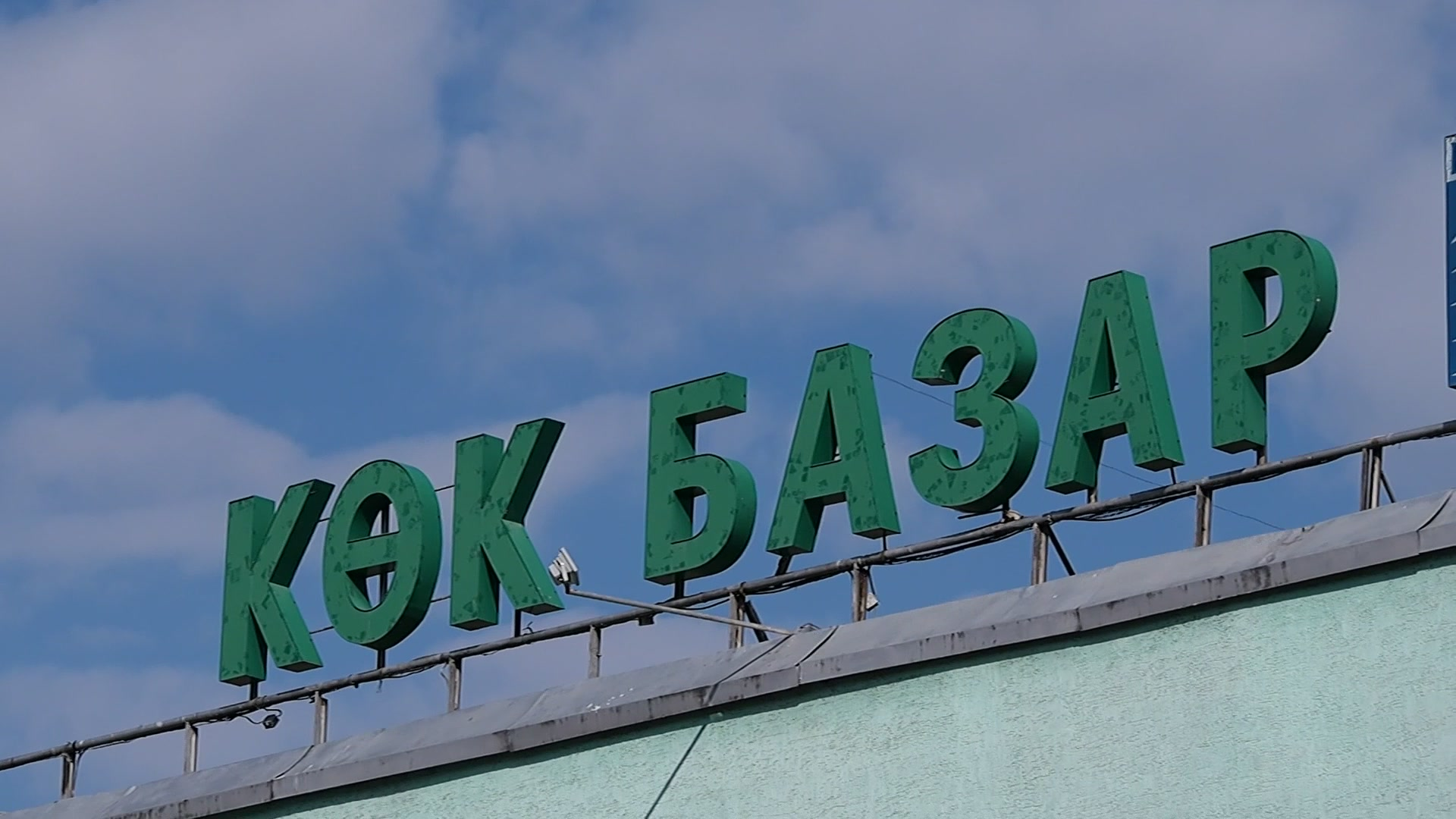
Надпись
Остановка рядом с базаром
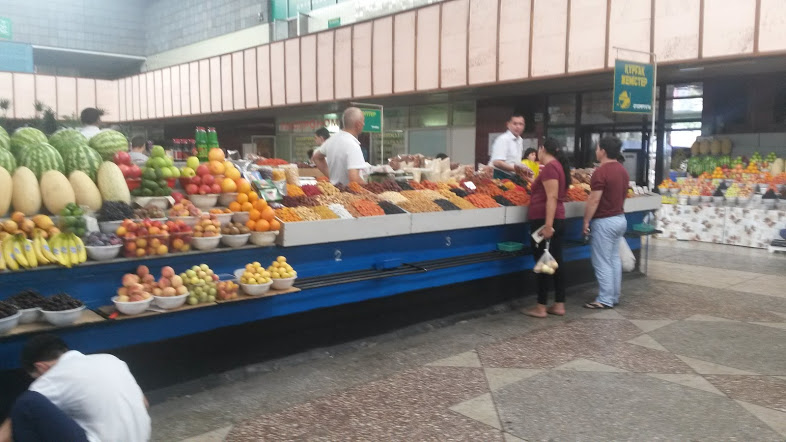
Овощи и фрукты
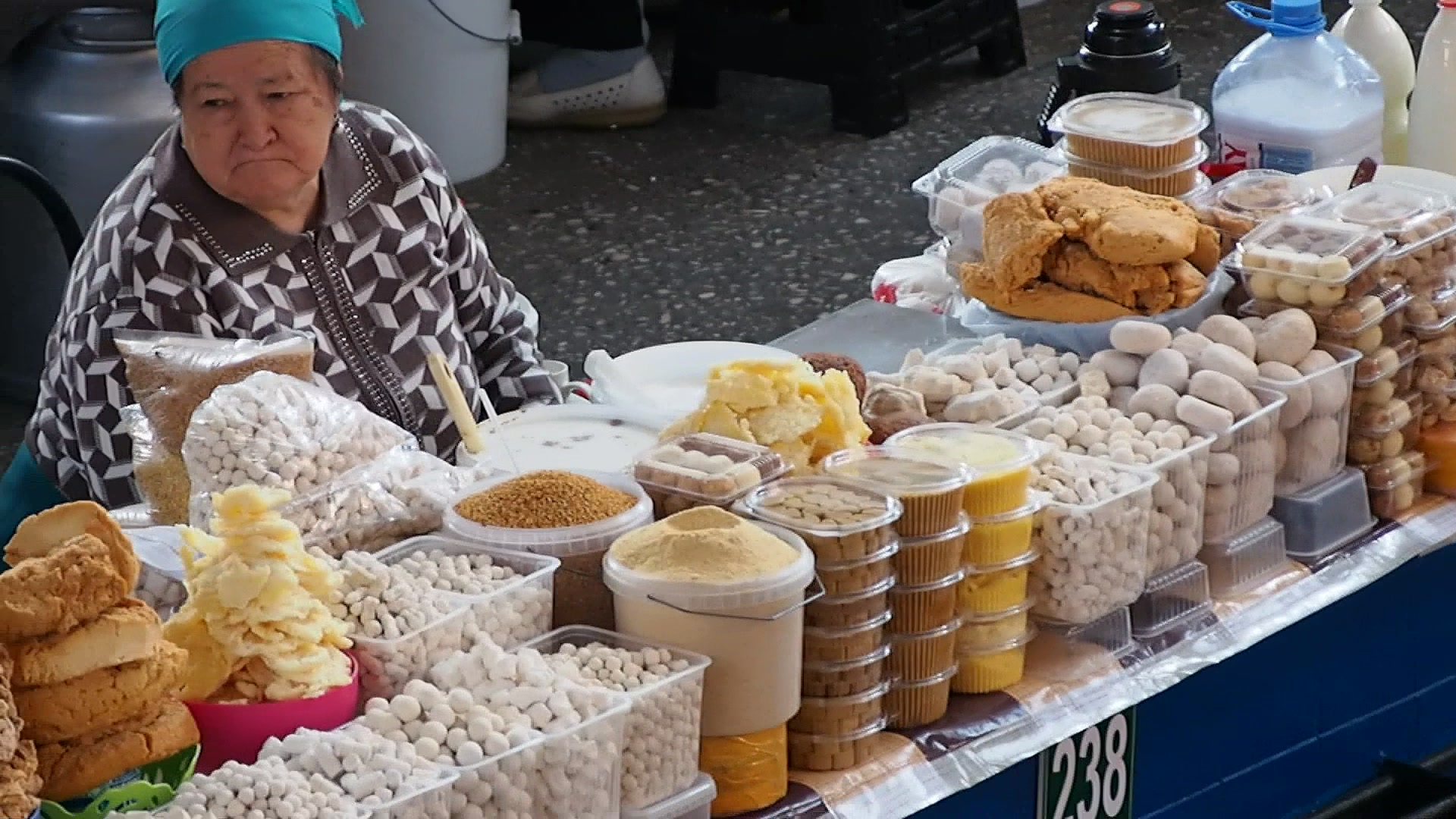
Курт, талкан и кумыс
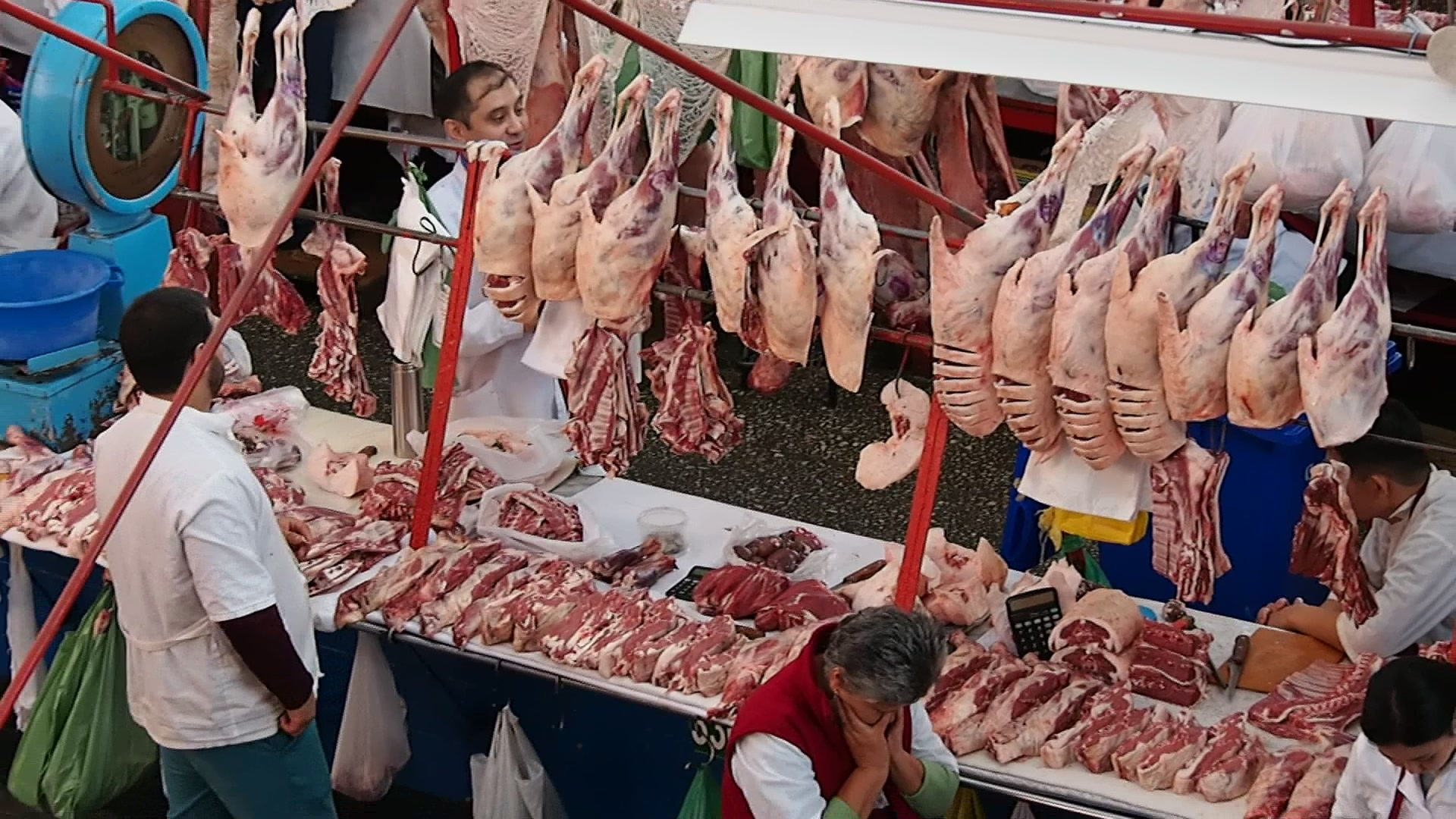
Мясо
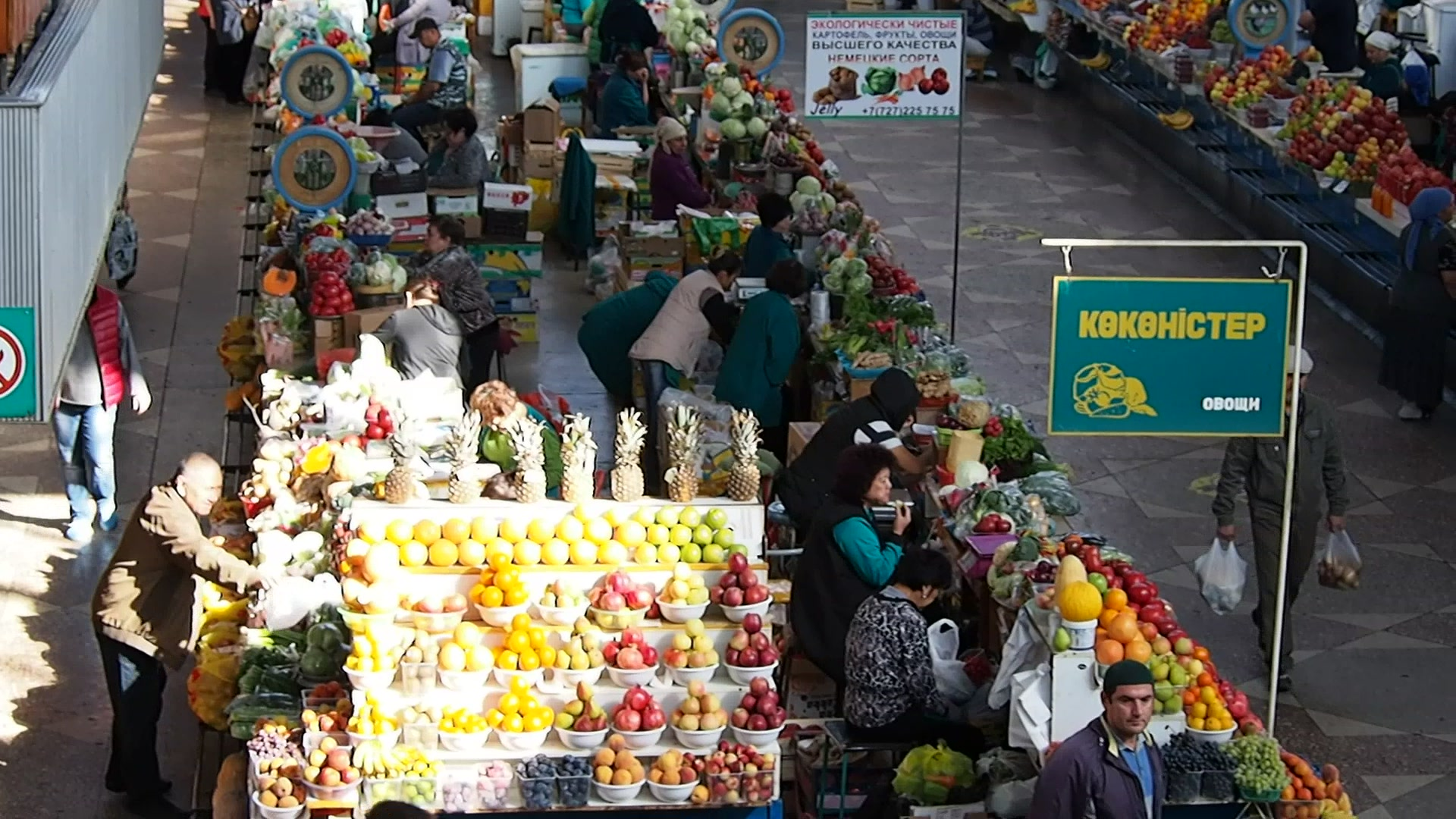
Овощи, фрукты и картофель
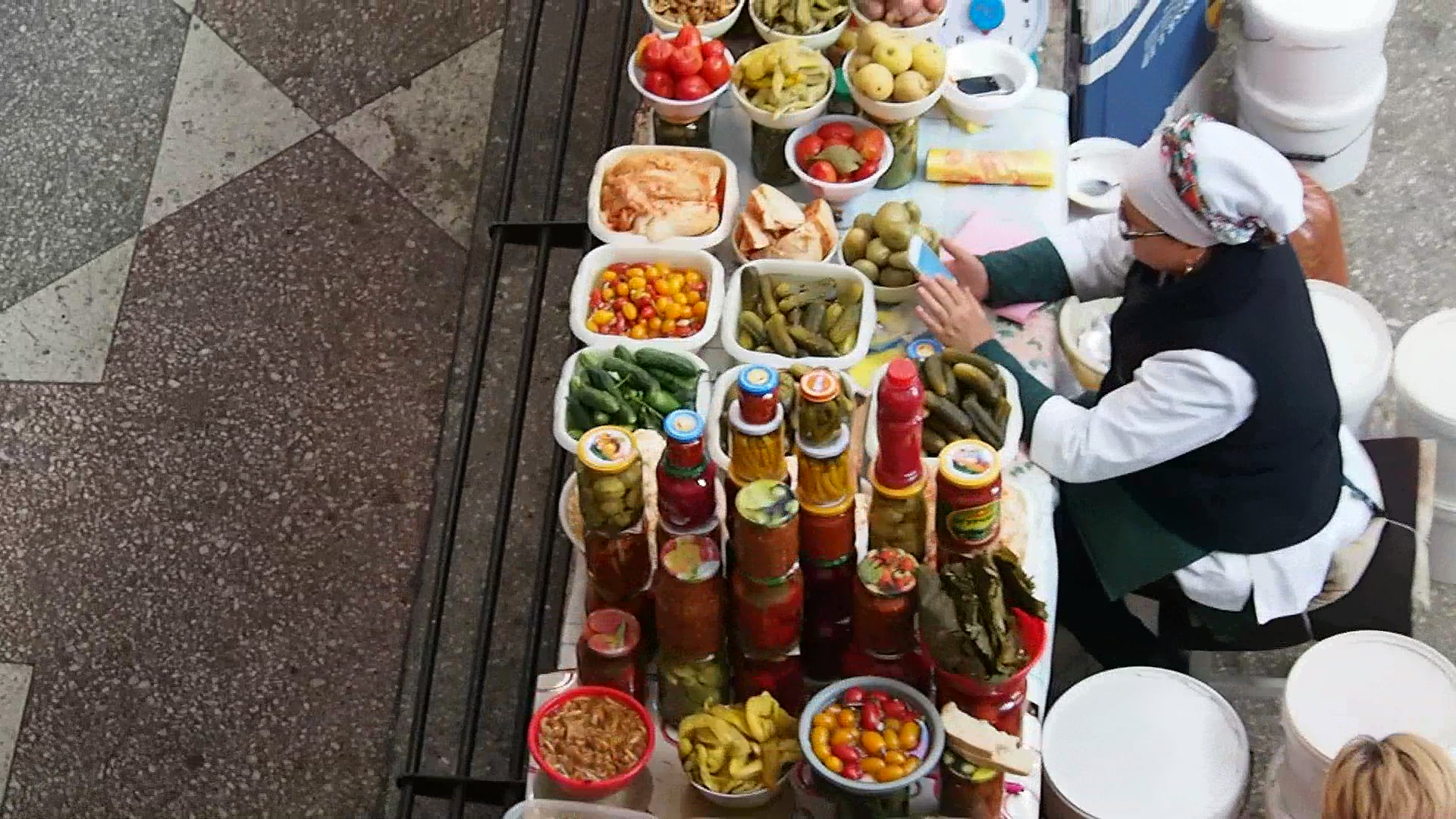
Соления
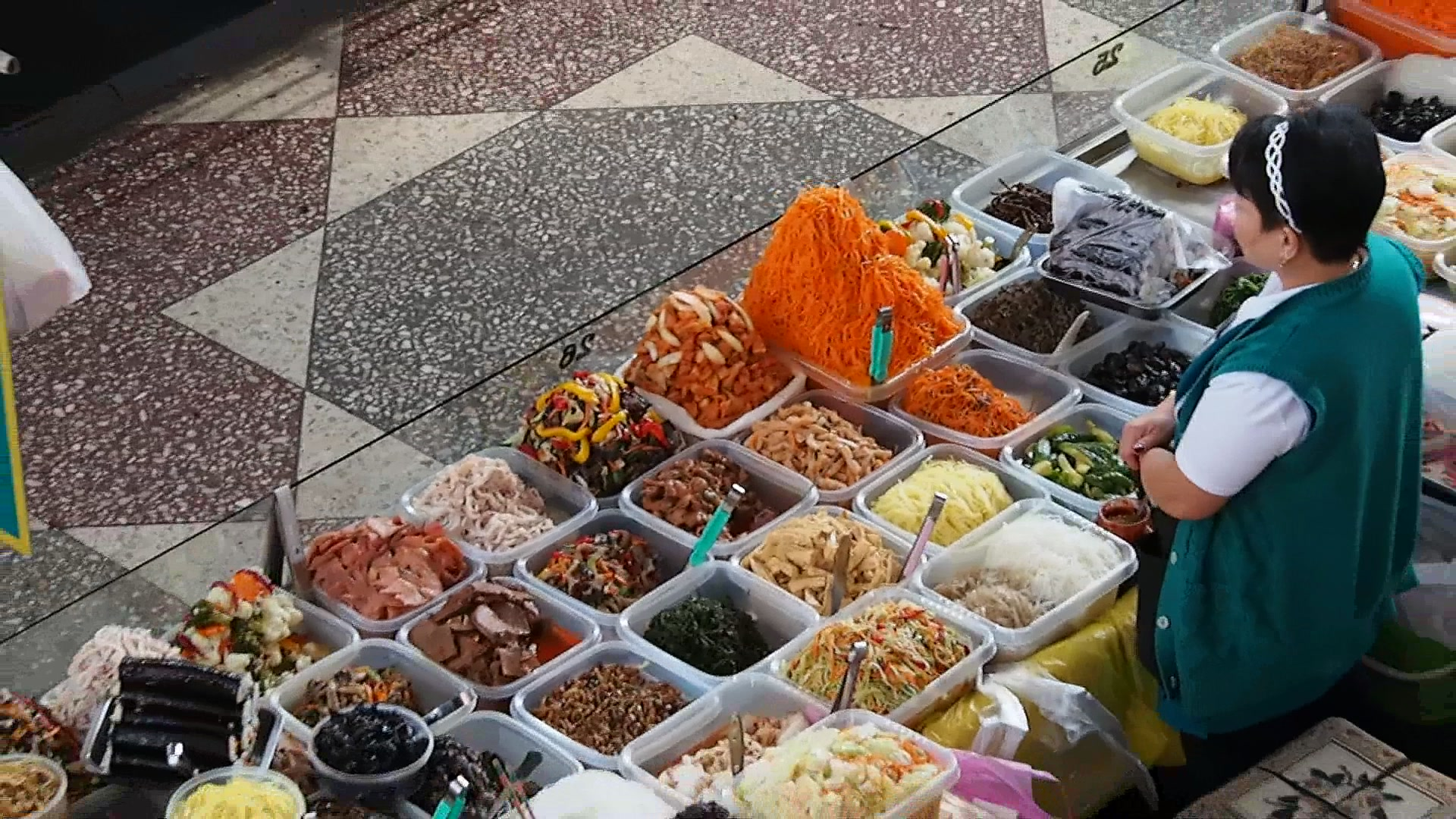
«Корейские» салаты